# Aeroporto de Paris-Orly
O Aeroporto de Paris-Orly (em francês: Aéroport de Paris-Orly) (IATA: ORY, ICAO: LFPO) é um aeroporto localizado em Orly e parcialmente em Villeneuve-le-Roi, ao sul de Paris, França. E o 2° maior aeroporto de Paris, depois o Aeroporto de Paris-Charles de Gaulle. Ele serve como um hub para Corsairfly, Transavia, easyJet, TAP, French Bee, e os voos domésticos e para os territórios ultramarinos da Air France. A Sociedade administradora é Aéroports de Paris e está situado a 14 quilómetros ao sul de Paris. 
Ele tem voos para cidades da Europa, Oriente Médio, África, Caribe, América do Norte e América do Sul. É o décimo aeroporto mais movimentado da Europa, com 229 600 pousos e descolagens em 2013. Ele está dividido em dois terminais principais, oeste e sul, e tem três pistas. O aeroporto conta também com um terminal de carga.
Antes da construção do Aeroporto Internacional Charles de Gaulle, Orly era o principal aeroporto de Paris. Mesmo com a mudança de maior tráfego internacional para o Aeroporto Internacional Charles de Gaulle, Orly continua a ser o mais movimentado aeroporto francês para o tráfego doméstico e o segundo mais movimentado aeroporto francês geral em termos de embarques de passageiros.

## Acesso
Os passageiros podem ser alcançados até à área metropolitana de ônibus, trens, bondes elétricos e táxis. Um serviço de autocarro conecta o aeroporto à estação Pont de Rungis do trem Linha C do RER em 10 minutos e um serviço de transporte que liga o aeroporto à estação Antony da Linha B do RER em 8 minutos, a linha 14 do Metropolitano de Paris em 25 minutos para o centro do Paris. O custo do bilhete é de 13 €.
Por sua vez, os ônibus expressos (Cars Air France line 1, Cars Air France line 3, Val d'Europe Airports Shuttle (VEA), 91.10 shuttle bus) ligam o aeroporto à área urbana e o bus público linha 183 vai do aeroporto até à estação Porte de Choisy. O serviço de taxi de/para o centro de Paris vai de 30 a 45 €.

## Estatísticas
Ver a consulta original do Wikidata.